# Лопато, Людмила Ильинична
Людми́ла Ильи́нична Лопа́то (5 августа 1914, Харбин, Хэйлунцзян — 10 июня 2004, Канны) — певица кабаре русской эмиграции и хранительница традиции исполнения русского и цыганского романса.

## Биография

### Ранние годы
Людмила Лопато родилась 5 августа 1914 года в Харбине в богатой караимской семье табачного фабриканта Ильи Ароновича Лопато (ок. 1874—1934), фабрика сигарет которого «Лопато» существует в Китае по сей день, и сестры милосердия Зинаиды Михайловны Шпаковской (1877—?). С детства проявила любовь и интерес к музыке и пению.

### Эмиграция во Францию
В 1929 году семья Лопато уехала из Маньчжурии во Францию, где Люся училась музыке в консерватории им.Рахманинова в Париже. Её педагогом по вокалу была выдающаяся солистка Императорского Мариинского театра Медея Фигнер. В Париже Люся застала Анну Павлову и видела её выступление в «Жизели», была близко знакома со многими знаменитыми балеринами русского балета Монте-Карло — Тамарой Тумановой, Ириной Бароновой, Татьяной Рябушинской, Тамарой Григорьевой и Ольгой Морозовой. Учителями драматического искусства этой артистки стали эмигрировавшие во Францию артисты Художественного театра — Дуван-Торцов, Хмара, Павлов и Греч. Её наставниками в исполнительском искусстве были Александр Вертинский, Нюра Массальская, Настя Полякова, Надежда Плевицкая и Иза Кремер, выступления которых она слышала. Людмила много взяла из этой сокровищницы «русского шансона».
Там же Людмила Лопато познакомилась с бывшей балериной Мариинского театра Алисой Вронской, которая в 1930 году открыла свою частную студию балета в Париже в районе Пасси, руководила небольшим «Балетом Вронской» и давала частные уроки. Одной из её учениц стала Людмила Лопато. Она обучала её сценическому движению, умению держаться на сцене, общаться со зрителями, подавать им жесты и делать акценты на самых важных словах и действиях. Алиса Вронская поставила номер для Людмилы Лопато к романсу «Василечки».

### Замужество и переезд в США
В 1940 году, через год после замужества, переехала в Нью-Йорк. Там она встречалась с такими выдающимися деятелями кино и театра как Грета Гарбо, Ингрид Бергман, Ольга Бакланова, Мстислав Добужинский и многими обитателями «русского Голливуда», где Людмила жила в военные годы и родила сына Делано. В Голливуде были сделаны первые профессиональные записи песен в исполнении Людмилы Лопато и выпущены её первые пластинки. После войны Людмила стала звездой известного ресторана «Русская чайная комната».

### Возвращение в Париж
Вскоре Людмила Лопато вернулась жить в свой любимый Париж, где с успехом выступала в русском кабаре «Динарзад», снималась в кино и на телевидении, играла в Театре Елисейских полей в роли Маши в «Живом трупе» Толстого. Она вторично вышла замуж за датского графа Джонни Филипсена и открыла в Париже собственный ресторан «Русский павильон», снискавший грандиозную славу среди знаменитостей по обе стороны Атлантики. В Париже Людмила была дружна с Матильдой Кшесинской, Сергеем Лифарем, князем Феликсом Юсуповым и Эрте, выпустила несколько пластинок, отличавшихся особенным задушевным исполнением песен. Завсегдатаи её ресторана очень ценили за радушие, талант общения и бархатистость её тембра голоса, радовавшего очень многих. После закрытия ресторана, который был популярен более 20 лет, Людмила поселилась с мужем на Лазурном берегу, где вновь стала душой общества, всеобщей любимицей и центром светской ночной жизни.

### Последние годы
Продиктованные историку моды Александру Васильеву её воспоминания, легли в основу книги «Волшебное зеркало воспоминаний Людмилы Лопато» выпущенной издательством Захарова в Москве в 2003 году.
Она скончалась 10 июня 2004 года в собственной квартире в Каннах после непродолжительной болезни в окружении домочадцев.
В 2011 году вышла вторая книга Александра Васильева, посвященная Людмиле Лопато — «Царица парижских кабаре».[значимость факта?]

## Семья
Муж (с 1939 года) — сценарист Никита Абрамович Гурвич, сын кинопродюсера Абрама Рафаиловича Гурвича (1890—1986), оперного певца, режиссёра, владельца киностудии «Луна-фильм», и пианистки Тамары Аполлоновны Гурвич (Ушаковой, ?—1975). Сестра Никиты Наталья была замужем за киножурналистом и предпринимателем Андреем Гиршманом (в эмиграции Харли, англ. Andre Harley; 1910—1978), сыном коллекционера и мецената В. О. Гиршмана.